# Micah Hamilton
Micah Phillipe Jude Hamilton (* 13. November 2003 in Manchester) ist ein englischer Fußballspieler jamaikanischer Abstammung. Seit Sommer 2024 kommt er für den englischen Zweitligisten FC Middlesbrough zum Einsatz.

## Vereinskarriere

### Manchester City
Micah Hamilton wurde am 13. November 2003 in Manchester geboren und begann seine Karriere bei Manchester City im Jahr 2011 in dessen U-9-Mannschaft. Von dort an durchlief er sämtliche Nachwuchsspielklassen und trat in der Saison 2018/19 als damals 15-Jähriger erstmals in der Premier League Under-18 North in Erscheinung. Dabei gab er am 9. Februar 2019 bei einer 1:2-Heimniederlage gegen den Nachwuchs von Stoke City sein Mannschaftsdebüt. In der aufgrund der COVID-19-Pandemie abgebrochenen Spielzeit 2019/20 kam er ebenfalls zu Einsätzen in der U-18 Premier League und feierte spätestens ab der Saison 2020/21 seinen Durchbruch im U-18-Kader des Klubs. Der aufgrund seiner Vielseitigkeit sowohl in der Mitte, als auch auf den Außenbahnen agierende Hamilton brachte es in dieser Saison in 22 Ligaspiele auf elf Treffer und acht Torvorlagen. Unter dem Spanier Carlos Vicens erreichte die Mannschaft den ersten Platz in der Northern Region und konnte sich am Ende auch in den Spielen um die nationale Meisterschaft gegen die Konkurrenz durchsetzen. Den Großteil seiner Torbeteiligungen hatte er, nachdem er im Februar ins offensive Mittelfeld gewechselt war. Davor hatte er zumeist auf den Flügeln gespielt. Des Weiteren debütierte er in dieser Spielzeit für die U-23-Mannschaft von Manchester City in der EFL Trophy, als er – vier Tage nach seinem 17. Geburtstag – im Gruppenspiel gegen Lincoln City in der 77. Spielminute für Oscar Bobb in die Partie kam.
Zur Saison 2021/22 kam er unter dem neuen U-18-Trainer Ben Wilkinson noch in einigen wenigen Meisterschaftsspielen zum Einsatz und gehörte auch der ManCity-Mannschaft an, die in der vierten Runde des FA Youth Cups sowie bereits in der Gruppenphase der UEFA Youth League 2021/22 ausschied. Mit der U-18-Mannschaft erkämpfte er ein weiteres Mal den Meistertitel. Nachdem er davor verletzungsbedingt einen Großteil der Saison verpasst hatte, kam er ab Ende Februar 2023 auch zu regelmäßigen Einsätzen für den Elite Development Squad (EDS) in der Premier League 2, die die Mannschaft am Saisonende für sich entscheiden und damit ebenfalls den Titel verteidigen konnte. Nachdem Hamilton sowohl die U-18 als auch den EDS in der U-18 Premier League bzw. der Premier League 2 vertreten hatte, ist er ab der Saison 2023/24 zum reinen EDS-Fußball übergegangen. Seit dieser Spielzeit trat er auch als Kapitän der Mannschaft in Erscheinung und kam bis Saisonende 2023/24 auf eine Bilanz von zwei Treffern und sechs Torvorlagen bei 19 Meisterschaftseinsätzen, wobei er selbst zumeist über die Flügel zum Einsatz kam. Die Mannschaft rangierte im Endklassement lediglich auf dem 23. Tabellenplatz. In der EFL Trophy 2023/24 kam Hamilton für die Profis in zwei Gruppenspielen zum Einsatz und schied mit dem Team als Dritter der Gruppe F abermals frühzeitig aus.
Bei der 0:1-Niederlage gegen Newcastle United in der dritten Runde des EFL Cups 2023/24 saß Hamilton am 27. September 2023 erstmals in einem Pflichtspiel der Profis auf der Ersatzbank, kam von dieser jedoch nicht zum Einsatz. Nachdem er einen Monat später im Hinspiel der Champions-League-Gruppenphase gegen die BSC Young Boys ein weiteres Mal ohne Einsatz auf der Bank saß, kam er am 13. Dezember 2023 gegen Roter Stern Belgrad zu seinem Profidebüt. Rund sechs Jahre nachdem er bei einem 5:0-Kantersieg über Crystal Palace noch als Balljunge an einem ManCity-Spiel teilgenommen hatte, setzte ihn Pep Guardiola beim 3:2-Auswärtssieg über die Serben von Beginn an und über die volle Spieldauer ein. In Minute 19 erzielte er den 1:0-Führungstreffer seines Teams, womit der zu diesem Zeitpunkt 20 Jahre und 30 Tage alte Hamilton der fünftjüngste englische Champions-League-Debütorschütze und gleichzeitig der jüngste seit Marcus Rashford im Jahre 2017 wurde. Im Dezember 2023 nahm Guardiola ihn mit zur FIFA-Klub-Weltmeisterschaft nach Saudi-Arabien, beim Titelgewinn kam er jedoch nicht zum Einsatz. Gleich im Anschluss an die Klub-WM saß Hamilton in zwei Meisterschaftsspielen uneingesetzt auf Ersatzbank des Premier-League-Teams, das am Saisonende die Premier League 2023/24 gewann. Wenige Tage später absolvierte er einen Kurzeinsatz in der dritten Hauptrunde des FA Cups 2023/24 gegen Huddersfield Town; Manchester City konnte am Ende der Saison auch den englischen Pokalwettbewerb gewinnen. Im März 2024 kam er beim Rückspiel des Champions-League-Achtelfinales gegen den FC Kopenhagen zu einem neuerlichen Kurzeinsatz in der Königsklasse.

### FC Middlesbrough
Im Sommer 2024 wechselte Hamilton zum englischen Zweitligisten FC Middlesbrough, bei dem er einen Vierjahresvertrag unterschrieb. Für Boro gab er am 17. August 2024 bei einer 0:1-Auswärtsniederlage gegen Derby County sein Ligadebüt, als er von Trainer Michael Carrick in der 68. Spielminute für Isaiah Jones eingewechselt wurde. Danach kam er immer wieder als Wechselspieler zum Einsatz und brachte es bis dato (Stand: 6. Dezember 2024) auf Einsätze in 13 Meisterschaftsspielen.

## Nationalmannschaftskarriere
Im Januar 2019 kam Hamilton in einer Reihe von Länderspielen für die englische U-16-Nationalmannschaft zum Einsatz. Dabei absolvierte er unter dem damaligen U-16-Nationaltrainer Kevin Betsy bei einem Nachwuchsturnier in Selçuk in der Türkei Spiele gegen die Alterskollegen aus Moldau, Türkei und Russland.
Bei der im Herbst 2023 und im Frühjahr 2024 ausgetragenen U-20 Elite League 2023/24 kam Hamilton im März 2024 in den beiden Spielen gegen Polen und Tschechien für die englische U-20-Nationalmannschaft zum Einsatz und beendete das Turnier mit den Engländern auf dem vierten Platz.

## Titel
- Klub-Weltmeister: 2023 (ohne Einsatz)
- Meister der Premier League 2: 2022, 2023
- Meister der U-18 Premier League: 2021, 2022